# Lynn Compton
Lynn Davis "Buck" Compton (1921. december 31. – 2012. február 25.) amerikai jogász, rendőr és katona. A kaliforniai Fellebbviteli Bíróság bírája volt, vezető ügyészként dolgozott Sirhan Sirhan Robert F. Kennedy meggyilkolásával kapcsolatos perében. 1946 és 1951 között a Los Angeles-i rendőrségen szolgált. A második világháború alatt az Egyesült Államok Hadseregének a 101. légi szállítású hadosztály 506. ejtőernyős gyalogezred 2. zászlóalj E (Easy) századának tisztje volt. 
Buckot az HBO Band of Brothers minisorozatában Neal McDonough alakította.

## Élete a háború előtt
Compton a kaliforniai Los Angelesben született. Már fiatalon a "Buck" becenevet adta magának, mert úgy érezte, hogy Lynn név jobban illik egy lányhoz.
Édesanyja Ethel, egy filmstúdiónál dolgozott, a fiatal Compton pedig statisztaként segédkezett a filmekben. 
Kidobták a Modern idők forgatásáról, miután feldühítette a film sztárját, Charlie Chaplint.
A Los Angeles-i Kaliforniai Egyetem (UCLA) sportolója volt, és 1942-ben ő lett a legjobb elkapó és beválasztották az All-American válogatottba. Baseball csapattársai között volt Jackie Robinson. Comptont később beválasztották a UCLA Baseball Hírességek Csarnokába. Testnevelő szakon végzett.
Játszott az UCLA amerikai foci csapatában is az 1943-as Rose Bowl meccsen 1943. január 1-jén, amelyben a Georgia Bulldogs 9-0-ra verte az UCLA Bruinst.

## A világháborúban
Az UCLA-n Compton részt vett a tartalékos tisztképző iskolában John Singlaub kadétparancsnok irányítása alatt.
1943 decemberében csatlakozott a hadsereghez, és az Overlord hadművelet előtt a 101. légiszállítású hadosztály 506. ejtőernyős gyalogezredének 2. zászlóaljához, az Easy századhoz került.
A század Brécourt Manor-i akciója során az Easy század Richard Winters hadnagy vezetésével hatástalanított négy darab 105 mm-es német üteget, amelyek a Utah Beach-et lőttek.
Compton emiatt az akció miatt Ezüst Csillagot kapott.
Az HBO Band of Brothers minisorozatának második epizódja ("Day of Day") ezt a támadást mutatja be. A csata során egy gránátot dobott, amelyről azt mondták, hogy nem volt íve és egy német katona sisakját találta el hátulról.
Később, 1944-ben Comptont fenéken lőtték, miközben részt vett a Market Garden hadműveletben, amely a szövetségesek sikertelen kísérlete volt, hogy elfoglaljanak számos hidat Hollandiában, és átkeljenek a Rajnán Németországba. A golyó áthaladt a feneke egyik oldalán és a másik oldalon jött ki. Részleges felépülése után még időben visszatért az Easy századhoz és ott volt az egy hónapig tartó ostromnál a befagyott Ardennekben.
Comptont visszavonták a frontról, az Elit alakulat című könyv írója, Stephen E. Ambrose arra a következtetésre jutott, hogy Comptont sokkolta, amikor szemtanúja volt, hogy a két legközelebbi barátja, Joe Toye és William Guarnere is elvesztette a lábát.
Compton az önéletrajzában ezt írta: "...bár hatással voltak rám Bastogne borzalmai, nem hiszem, hogy sokkot kaptam volna, ahogyan a sorozat ábrázol. A való életben, miközben az orvosnak kiabáltam, megpróbáltam kitalálni, mit tegyek, két külön gondolatra emlékszem: 
- "Hogyan fogunk segíteni a sebesült srácokon?"

- "Talán ez az az idő, amikor a németek tényleg elkapnak minket."

1945 januárjában Compton tiszteletreméltó felmentéssel távozott az Easy századtól. A győzelem napján (VE-Day) tért vissza a századhoz, hogy lássák jól van, játszott az Easy században az egymás elleni baseball-mérkőzésen.
1947-ben csatlakozott a légierőhöz tartalékosként, a Különleges Nyomozói Hivatalban szolgált, végül a főtanácsnoki hadtestnél szolgált, majd 1970-ben alezredesként nyugdíjba vonult.

## Élete a világháború után
1946-ban visszautasította azt az ajánlatot, hogy baseball játékos legyen és inkább a jogi karrierjére koncentrált. Compton 1947 októberében feleségül vette Donna Newmannt és a pár két gyermeket fogadott örökbe.
A Los Angeles-i Loyola Law Schoolba járt, 1946-ban csatlakozott a Los Angeles-i rendőrséghez, és a Központi Betörési Osztály nyomozója lett.
1951-ben otthagyta a rendőrséget és a kerületi ügyészséghez került, mint helyettes kerületi ügyész, majd 1964-ben előléptették a kerületi főügyész helyettesévé.
A kerületi ügyészségnél eltöltött ideje alatt sikeresen pert indított Sirhan Sirhan ellen Robert F. Kennedy meggyilkolása miatt.
1970-ben Ronald Reagan kormányzó a kaliforniai fellebbviteli bíróságok társbírójává nevezte ki.
1990-ben ment nyugdíjba és haláláig Washington államban élt.
Compton 90. születésnapját 2012 januárjában tartották közel 200 résztvevővel. Jelen voltak a Band of Brothers színészei, Michael Cudlitz, James Madio, Neal McDonough és Richard Speight. McDonough a minisorozat készítése közben barátságot kötött Comptonnal, és ezt követően is tartotta vele a kapcsolatot. McDonough fiát, Morgant, Compton tiszteletére "Little Buck"-nak becézik.

## Halála
2012 januárjában Compton szívrohamot kapott. 2012. február 25-én lánya otthonában halt meg a washingtoni Burlingtonban. Felesége Donna, korábban, 1994-ben halt meg.

## Forrás
- Buck Compton élete. (Hozzáférés: 2023. április 27.)
- A New York Times is megírta a halálhírét. (Hozzáférés: 2023. április 26.)